# El Congosto
El Congosto es un lugar del municipio español de Villares del Saz, perteneciente a la provincia de Cuenca, en la comunidad autónoma de Castilla-La Mancha.

## Geografía
Se encuentra situado junto al curso del río Záncara.

## Historia
A mediados del siglo XIX, la localidad de El Congosto, por entonces una villa con ayuntamiento propio, tenía contabilizada una población de 93 habitantes. Aparece descrita en el sexto volumen del Diccionario geográfico-estadístico-histórico de España y sus posesiones de Ultramar de Pascual Madoz de la siguiente manera:

CONGOSTO (el): v. con ayunt. en la prov. y dióc. de Cuenca (7 leg.), part. jud. de Belmonte (5), aud. terr. de Albacete (17), c. g. de Madrid (18). sit. en un llano con clima sano, combatido por todos vientos. Tiene 19 casas de arquitectura bastante mediana y una igl. bajo la advocacion de los Apostotoles San Pedro y San Pablo. Su térm. confina al N. con Zafra una leg.; E. con Monge 1/2; S. Vallar de Canas 1, y O. Montalbo 1: crúzalo el r, Zangara (V. Zafra). El terreno es bueno. Los caminos conducen á los pueblos del radio y estan bastante malos. La correspondencia se recibe en la estafeta de Villar del Saz, sin tener dia fijo. prod.: toda clase de cereales. pobl.: 21 vec., 93 alm. cap. terr. prod.: 332,140 rs. imp. 16,607. El presupuesto municipal asciende á 2,500 rs. y se pagan por reparto vecinal. Esta villa y su térm. es propia del conde de la Puebla del Maestre desde el año 1555.
(Madoz, 1847, p. 564)

Hacia 1876 la aldea ya pertenecía a Villares del Saz.